# 株式併合
株式併合（かぶしきへいごう）とは、商法・会社法上の法律用語。数個の株式を一つにまとめることをいう。

## 概要
会社法について以下では、条数のみ記載する。
会社法上の180条から182条に基本的な規定がある。
個々の株式の管理コストを低減したり、株式交換や株式移転の準備作業としてなされるのが通常である。
かつては単位株制度が商法上の制度として存在し、将来一定の時期の株式の強制的な併合が予定されていたが、強制併合は実施されず単位株制度は廃止された（代わって導入されたのが単元株制度）。
対義語は株式分割である。株式分割は株主の持つ株式数を増加させる効果を持つが、株式併合は株主の持つ株式数を減少させる効果をもつ。
株式併合によって、単元未満株式が発生することや、1株に満たない端数が発生することがある。すると株主は売買の手続きが面倒になることや、権利の一部を失うことがある。例えば、インターネットを使った取引ができなくなったり、経営参加権が認められなくなったりする。また、かつては1株未満の端株も管理することが可能であったが、会社法制定に伴い端株制度は廃止され、1株未満の端数が発生した場合にはその経済的価値のみが換価されることとなる（235条）。これは株主にとって不利益となる。そのため、株式併合実施には株主総会の特別決議（309条2項4号）が必要である。また、株主総会において取締役は併合を必要とする理由を説明しなければならない（180条4項）。逆に、特定の大株主以外の株主が持つ株を全て端数として株主でなくす、スクイーズアウトのために株式併合が行われることもある。
株券発行会社では、株券を提出しなければならない旨を公告し、かつ、株主及びその登録株式質権者には、各別にこれを通知しなければならない。ただし、当該株式の全部について株券を発行していない場合は、この限りでない（219条）。
株式の併合による発行済株式総数の変更登記の添付書面は、株主総会議事録を添付し、株主に通知したことを証する書面は添付不要である。

## 売買単位の集約に伴うもの
全国証券取引所では、内国会社の普通株式の売買単位を100株へ統一する計画を進め、2014年までに100株と1000株の2種類に集約された後、2018年10月1日に100株に統一された。今まで売買単位が100株を超えていた会社の中には、投資単位を適切な水準に調整する目的で、売買単位を100株に変更するのに合わせて株式併合を実施した所もある。